# Unione degli scrittori di Romania

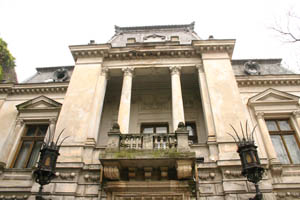
Edificio dell'Unione degli scrittori rumeni (Casa Monteoru-Catargi)

L'Unione degli scrittori di Romania (in rumeno: Uniunea Scriitorilor din România), sorta nel marzo 1949, è un'associazione professionale di scrittori in Romania. Ha anche una filiale a Chișinău, Repubblica di Moldavia. L'Unione degli scrittori di Romania è stata creata dal regime comunista, che prese in consegna l'ex Società degli scrittori rumeni (Societatea Scriitorilor Români), fondata nel 1908.
L'Unione organizza il Festival annuale dei Giorni e delle Notti di Letteratura e l'assegnazione del prestigioso Premio Ovid per la letteratura.

## Membri

### Presidenti
- Mihail Sadoveanu (onorario, 1949–1956; attivo, 1956–1961); Zaharia Stancu (attivo, 1949–1956)
- Mihai Beniuc (1962–1964)
- Demostene Botez (1964–1966)
- Zaharia Stancu (1966–1974)
- Virgil Teodorescu (1974–1978)
- George Macovescu (1978–1982)
- Dumitru Radu Popescu (1982–1990)
- Mircea Dinescu (1990–1996)
- Laurenţiu Ulici (1996–2000)
- Eugen Uricaru (2000–2005)
- Nicolae Manolescu (2005-)

Tudor Arghezi è stato presidente onorario dal 1962 al 1967, e Victor Eftimiu nel 1972; Ștefan Augustin Doinaș è stato scelto per questa funzione nel 1990.

### Altri membri notevoli
- Ana Blandiana, poetessa
- Paul Cernat, saggista
- Ioana Crăciunescu, attrice
- Adriana Iliescu, scrittrice per l'infanzia, filologa e critica letteraria
- Eugenia Mihalea, poetessa
- Aurel Pantea, poeta